# Unión Sindical (periódico sindical)
Unión Sindical fue un periódico semanario argentino editado durante el año 1922 por la central sindical de la corriente sindicalista revolucionaria Unión Sindical Argentina (U.S.A.). 

## Historia

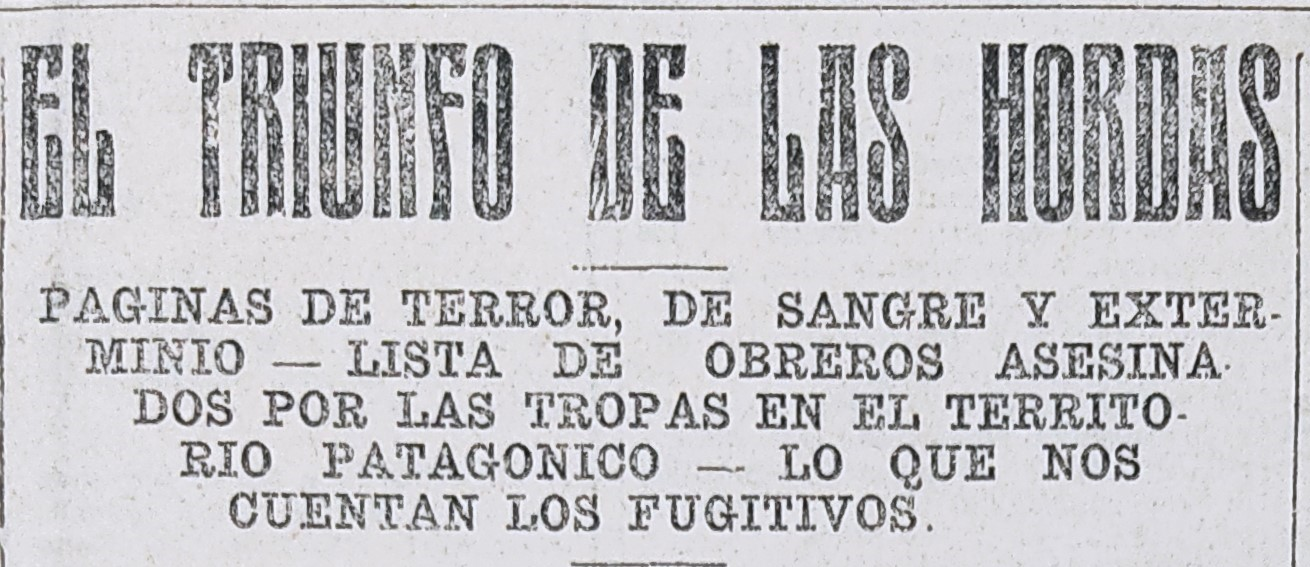
Ejemplo de nota del periódico Unión Sindical sobre los sucesos de la Patagonia Rebelde.

El primer número apareció el 8 de abril de 1922 y se publicaron únicamente 21 números, hasta el 26 de agosto, cuando dejó de editarse. Posteriormente, y desde el 1 de septiembre de 1922, la central sindical comenzó a publicar el periódico, de tirada diaria, Bandera Proletaria, al cual se lo puede considerar el sucesor de Unión Sindical. A lo largo de su corta historia, se destacan varias notas, con fotografías novedosas, sobre las matanzas de obreros rurales perpetradas por el ejército Argentino ocurridas en Santa Cruz a fines de 1921, conocidas comúnmente como Patagonia Rebelde.

## Orientación de la publicación
El periódico estaba orientado en la línea del sindicalismo revolucionario, que hegemonizó la conducción de la U.S.A., uno de cuyos principales teóricos fue Georges Sorel. Esta corriente rivalizaba con socialistas, comunistas y anarquistas por la conducción del movimiento obrero ya que si bien coincidía con ellos en la meta de derribar el orden capitalista, difería en cuanto a los medios a lograrlo pues rechazaba a los partidos políticos, consideraba al sindicato como la única organización revolucionaria y a la acción directa como el medio de lucha válido.